# The Journey of the Fifth Horse
The Journey of the Fifth Horse (conocida en España como La carrera del quinto caballo) es una película de drama de 1966, dirigida por Larry Arrick y Earl Dawson, escrita por Ronald Ribman, está basada en la novela The Diary of a Superfluous Man de Ivan Turgenev, los protagonistas son Jack Aaron, Susan Anspach y William Bassett, entre otros. El filme fue realizado por National Educational Television (NET), se estrenó el 14 de octubre de 1966.

## Sinopsis
Dustin Hoffman hace el papel de un lector de manuscritos, trabaja en una editorial grande. Está enamorado de la hija del hombre que fundó la empresa, difunto ya, pero no tiene la valentía para coquetear con ella.